# فینال جام باشگاه‌های جهان ۲۰۱۹
فینال جام باشگاه‌های جهان ۲۰۱۹ بازی نهایی جام باشگاه‌های جهان ۲۰۱۹، یک تورنمنت بین‌المللی فوتبال باشگاهی به میزبانی قطر بود. این شانزدهمین فینال جام باشگاه‌های جهان بود، مسابقاتی که فیفا بین برندگان شش کنفدراسیون قاره‌ای و همچنین قهرمان لیگ کشور میزبان برگزار می‌کرد.
فینال بین باشگاه انگلیسی لیورپول، نماینده یوفا به عنوان قهرمان لیگ قهرمانان اروپا، و باشگاه برزیلی فلامینگو، نماینده کونمبول به عنوان قهرمان جام لیبرتادورس برگزار شد. مسابقه در ۲۱ دسامبر ۲۰۱۹ در ورزشگاه بین‌المللی خلیفه در الریان برگزار شد.
لیورپول پس از وقت‌های اضافه بازی را با نتیجه ۱–۰ برد تا اولین قهرمانی خود در جام باشگاه‌های جهان را به دست آورد. به عنوان برنده، لیورپول ۴ میلیون پوند جایزه نقدی دریافت کرد.

## تیم‌ها
| تیم      | کنفدراسیون | نحوه صعود                         | حضور قبلی |
| -------- | ---------- | --------------------------------- | --------- |
| لیورپول  | یوفا       | قهرمان لیگ قهرمانان اروپا ۱۹–۲۰۱۸ | ۱ (۲۰۰۵)  |
| فلامینگو | کونمبول    | قهرمان جام لیبرتادورس ۲۰۱۹        | اولین     |

## ورزشگاه
فینال در ورزشگاه بین‌المللی خلیفه در الریان قطر برگزار شد. این مکان قبلاً میزبان مسابقات جام ملت‌های آسیا ۲۰۱۱ از جمله فینال بود و به عنوان محل برگزاری جام جهانی فوتبال ۲۰۲۲ انتخاب شد. در اصل، فینال (همراه با بازی دوم نیمه نهایی و مسابقه رده بندی مقام سوم) قرار بود در ورزشگاه شهر آموزش، واقع در الریان، برگزار شود. با این حال، مسابقات پس از به تعویق افتادن افتتاحیه ورزشگاه شهر آموزش به اوایل سال ۲۰۲۰ به ورزشگاه بین‌المللی خلیفه منتقل شدند.

## پیش زمینه
فینال، مسابقه مجدد جام بین قاره‌ای ۱۹۸۱ بود که توسط فیفا به عنوان قهرمانی باشگاهی جهان شناخته شد. فلامینگو آن مسابقه را با نتیجه ۳–۰ پیروز شد. فلامینگو از آن زمان، دیگر به فینال نرسید درحالی که لیورپول در سال‌های ۱۹۸۴ و ۲۰۰۵ در مسابقات قهرمانی جهانی شرکت کرد و هردو را به تیم‌های ایندپندینته و سائو پائولو باخت.

## مسیر تا فینال
| لیورپول | لیورپول | تیم                     | فلامینگو | فلامینگو |
| ------- | ------- | ----------------------- | -------- | -------- |
| حریف    | نتیجه   | جام باشگاه‌های جهان ۲۰۱۹ | حریف     | نتیجه    |
| مونتری  | ۲–۱     | نیمه نهایی              | الهلال   | ۳–۱      |

### لیورپول
لیورپول با شکست تاتنهام هاتسپر در فینال، به عنوان قهرمان لیگ قهرمانان اروپا به جام باشگاه‌های جهان راه یافت. این باشگاه قبلاً در مسابقات قهرمانی باشگاه‌های جهان ۲۰۰۵ بازی کرده بود و در فینال به سائو پائولو باخته بود. به دلیل حضور در مسابقات، لیورپول مجبور شد به دلیل نزدیک بودن دو بازی، تیمی متشکل از بازیکنان جوان را برای بازی در جام اتحادیه برابر استون ویلا به میدان بفرستد و تیم بزرگسالان راهی قطر شود در حالی که ذخیره‌ها در جام اتحادیه که توسط مدیر زیر ۲۳ سال، نیل کریچلی مدیریت می‌شد، بازی می‌کردند. در نتیجه آنها ۵–۰ شکست خوردند که سنگین‌ترین شکست تاریخ این باشگاه در این رقابت‌ها بود.
لیورپول از مرحله نیمه نهایی وارد مسابقات شد و در آنجا با قهرمان آمریکای شمالی، مونتری مکزیک روبرو شد. قرمزها در دقیقه ۱۲ با ضربه نبی کیتا که پاس محمد صلاح را در سمت راست محوطه جریمه دریافت کرد، پیش افتادند. مونتری دو دقیقه بعد با روگلیو فونز موری، که یک ریباند از ضربه والی از خسوس گایاردو که توسط آلیسون دفع شد، به تساوی رسید. لیورپول چندین موقعیت برای برتری دوباره داشت و بعد از نیمه اول به ترکیب جدیدی روی آورد، اما نتوانست گلزنی کند و خود را در ضد حملات باز گذاشت. روبرتو فیرمینو، بازیکن تعویضی، گل پیروزی لیورپول را در اولین دقیقه وقت‌های تلف شده با ضربه زدن روی پاس ترنت الکساندر-آرنولد در محوطه شش قدم به ثمر رساند.

### فلامینگو
فلامینگو با شکست ریور پلاته با دو گل دقایق پایانی گابریل باربوسا در فینال که یک ماه قبل از جام باشگاه‌های جهان برگزار شد، به عنوان قهرمان جام لیبرتادورس به جام باشگاه‌های جهان راه یافت.
فلامینگو  از مرحله نیمه نهایی وارد مسابقات شد و در آنجا مقابل الهلال عربستان سعودی، قهرمان لیگ قهرمانان آسیا وارد میدان شد. فلامینگو بد شروع کرد و تقریباً در دقیقه ۱۶ پس از یک ریباند بزرگ، دیگو آلوس در آستانه واگذاری دروازه به بافتیمبی گومیس بود. دو دقیقه بعد، محمد البریک در محوطه جریمه به سالم الدوسری پاس داد و او گل ابتدایی را به ثمر رساند. فلامینگو در نیمه اول کار چندانی برای ایجاد موقعیت‌های خوب انجام نداد اما در نیمه دوم با وضعیت متفاوت و خط دفاعی بالاتر برگشت. در عرض سه دقیقه، مثلث تهاجمی فلامینگو نتیجه را به تساوی کشاند: گابریل باربوسا، برونو هنریکه را در محوطه جریمه صاحب موقعیت کرد و او توپ را به سمت ژورژین د آراسکائتا فرستاد تا گل تساوی را به ثمر برساند. دیگو به جای ژرسون وارد زمین شد و در دقیقه ۷۸ بازی را آغاز کرد که منجر به ارسال رافینیا به برونو هنریکه با ضربه سر شد. سه دقیقه بعد، دیگو، برونو هنریکه را در محوطه جریمه پیدا کرد که ارسال او توسط علی البلیهی برای یک گل به خودی دفع شد. لحظاتی بعد، آندره کاریو از الهلال پس از ضربه زدن به د آراسکائتا از بازی اخراج شد. فلامینگو بازی را ۳–۱ برد و به فینال راه یافت.

## مسابقه

### خلاصه
فیرمینو تقریباً در دقیقه اول بازی برای لیورپول گلزنی کرد، زیرا توپ از کنار خط دفاعی به سمت او فرستاده شد اما ضربه او به سمت بالا رفت. اندکی بعد، جوردن هندرسون و ترنت الکساندر-آرنولد از لیورپول هم شوت‌زنی کردند که ثمری نداشت. فلامینگو پس از شروعی دشوار، توپ و میدان را در اختیار داشت و نزدیک به شصت درصد مالکیت توپ را در این نیمه حفظ کرد. در سمت دیگر، برونو هنریکه چندین موقعیت گل داشت، هرچند هیچ کدام دروازه لیورپول را تهدید نکرد.
دو دقیقه بعد از نیمه دوم، فیرمینو نزدیک بود دوباره به گل برسد و این بار ضربه‌اش به درون تیرک دروازه چپ برخورد کرد. در دقیقه ۵۳ باربوسا، بازیکن فلامینگو شوت بلندی زد و بعداً با ضربه‌ای از داخل محوطه ۱۸ قدم، آلیسون را مجبور به شیرجه کرد. در دقیقه ۷۳ الکس اکسلید-چمبرلین مصدوم شد و به جای آدام لالانا از زمین خارج شد. فلامینگو به جای ژورژین د آراسکائتا و اورتون ریبیرو، ویتینیو و دیگو را وارد زمین کرد. در دقیقه ۸۳، لیورپول اولین ضربه خطرناک خود را به سمت دروازه انجام داد: ضربه هندرسون توسط محمد صلاح که توسط دیگو آلوس از چارچوب خارج شد. لحظاتی پس از پایان وقت‌های تلف شده، لیورپول پس از اینکه رافینیا پای سادیو مانه را آزادانه روی دروازه در لبه محوطه جریمه کوبید، صاحب یک ضربه پنالتی شد. تصمیم به بررسی ویدئویی گرفته شد، جایی که به نظر می‌رسید خطا در خارج از محوطه جریمه رخ داده و منجر به یک ضربه آزاد می‌شود، اما خطا به طور کامل حذف شد و بازی با فلامینگو از سر گرفته شد. وقت قانونی در حالی به پایان رسید که بازی همچنان بدون گل به پایان رسید.
در دقیقه ۹۹  لیورپول گل برتری را به ثمر رساند. هندرسون یک توپ بلند به جلو به مانه داد که رودریگو کایو نتوانست آن را دفع کند. تک به تک با رافینیا، مانه با فیرمینو در سمت چپ بازی کرد که ابتدا کمی مردد بود اما سپس به دیگو آلوس گلزنی کرد. برای لیورپول، جیمز میلنر به جای نابی کیتا وارد زمین شد و برای فلامینگو لینکلن به جای هافبک ژرسون وارد زمین شد. در وقت دوم وقت‌های اضافه، فلامینگو در دقیقه ۱۱۹ یک موقعیت خطرناک برای گل تساوی پیدا کرد، زمانی که یک پاس عرضی ویتینو از روی مدافع به او برگشت و او لینکلن را که ضربه او از ده قدمی بیرون رفت را انتخاب کرد. دقایقی بعد بازی به پایان رسید و لیورپول با نتیجه ۱–۰ پیروز شد.

### جزئیات
| ۲۱ دسامبر ۲۰۱۹ ۲۰:۳۰ (یوتی‌سی ۳:۰۰+) | لیورپول     | ۱–۰ (و.ا.) | فلامینگو | ورزشگاه بین‌المللی خلیفه، الریان تماشاگران: ۴۵٬۴۱۶ داور: عبدالرحمن الجاسم (قطر) |
| ۲۱ دسامبر ۲۰۱۹ ۲۰:۳۰ (یوتی‌سی ۳:۰۰+) | فیرمینو ۹۹' | گزارش      |          | ورزشگاه بین‌المللی خلیفه، الریان تماشاگران: ۴۵٬۴۱۶ داور: عبدالرحمن الجاسم (قطر) |
| ۲۱ دسامبر ۲۰۱۹ ۲۰:۳۰ (یوتی‌سی ۳:۰۰+) |             |            |          | ورزشگاه بین‌المللی خلیفه، الریان تماشاگران: ۴۵٬۴۱۶ داور: عبدالرحمن الجاسم (قطر) |

| لیورپول | فلامینگو |

| GK            | ۱  | آلیسون                  |       |        |
| RB            | ۶۶ | ترنت الکساندر-آرنولد    |       |        |
| CB            | ۴  | ویرجیل فن دایک          |       |        |
| CB            | ۱۲ | جو گومز                 |       |        |
| LB            | ۲۶ | اندرو رابرتسون          |       |        |
| CM            | ۸  | نبی کیتا                |       | '۱۰۰   |
| CM            | ۱۴ | جوردن هندرسون (کاپیتان) |       |        |
| CM            | ۱۵ | الکس چمبرلین            |       | '۷۵    |
| RF            | ۱۱ | محمد صلاح               | '۸۱   | '۱۲۰+۱ |
| CF            | ۹  | روبرتو فیرمینو          | '۱۰۰  | '۱۰۶   |
| LF            | ۱۰ | سادیو مانه              | '۴۵+۱ |        |
| نیمکت نشینان: |    |                         |       |        |
| GK            | ۱۳ | دریان                   |       |        |
| GK            | ۲۲ | اندی لونرگان            |       |        |
| DF            | ۵۱ | کی-جانا هوئور           |       |        |
| DF            | ۷۲ | سپ فان دن برگ           |       |        |
| DF            | ۷۶ | نکو ویلیامز             |       |        |
| MF            | ۵  | جورجینیو واینالدوم      |       |        |
| MF            | ۷  | جیمز میلنر              | '۱۰۵  | '۱۰۰   |
| MF            | ۲۰ | آدام لالانا             |       | '۷۵    |
| MF            | ۴۸ | کورتیس جونز             |       |        |
| FW            | ۲۳ | جردان شقیری             |       | '۱۲۰+۱ |
| FW            | ۲۷ | دیووک اوریگی            |       | '۱۰۶   |
| FW            | ۶۷ | هاروی الیوت             |       |        |
| سرمربی:       |    |                         |       |        |
| یورگن کلوپ    |    |                         |       |        |

| GK            | ۱  | دیگو آلوس               |      |      |
| RB            | ۱۳ | رافینیا                 |      |      |
| CB            | ۳  | رودریگو کایو            |      |      |
| CB            | ۴  | پابلو ماری              |      |      |
| LB            | ۱۶ | فیلیپه لوئیس            |      |      |
| CM            | ۵  | ویلیان آرائو            |      | '۱۲۰ |
| CM            | ۱۴ | ژورژین د آراسکائتا      |      | '۷۷  |
| CM            | ۸  | ژرسون                   |      | '۱۰۲ |
| RM            | ۷  | اورتون ریبیرو (کاپیتان) |      | '۸۲  |
| LM            | ۲۷ | برونو هنریکه            |      |      |
| CF            | ۹  | گابریل باربوسا          |      |      |
| نیمکت نشینان: |    |                         |      |      |
| GK            | ۲۲ | گابریل باتیستا          |      |      |
| GK            | ۳۷ | سزار                    |      |      |
| DF            | ۲  | رودینی                  |      |      |
| DF            | ۶  | رنی                     |      |      |
| DF            | ۲۶ | متیوس تولر              |      |      |
| DF            | ۴۴ | رودولفو                 |      |      |
| MF            | ۱۰ | دیگو                    | '۱۱۲ | '۸۲  |
| MF            | ۱۹ | رینییر                  |      |      |
| MF            | ۲۵ | روبرت پریس دا موتا      |      |      |
| MF            | ۲۸ | اورلاندو بریو           |      | '۱۲۰ |
| FW            | ۱۱ | ویتینو                  | '۹۰  | '۷۷  |
| FW            | ۲۹ | لینکلن                  |      | '۱۰۲ |
| سرمربی:       |    |                         |      |      |
| ژرژه ژسوس     |    |                         |      |      |

| بهترین بازیکن بازی: روبرتو فیرمینو (لیورپول) کمک داوران: طالب المری (قطر) سعود المقالح (قطر) داور چهارم: مصطفی غربال (الجزایر) کمک داور ذخیره: مقران غوراری (الجزایر) کمک داور ویدئویی: خوان مارتینث مونوئرا (اسپانیا) کمک داور کمک داور ویدئویی: استبان اوستویچ (اروگوئه) کایلی اتکینز (ایالات متحده آمریکا) باکاری گاساما (گامبیا) | قوانین مسابقه - ۹۰ دقیقه - ۳۰ دقیقه وقت اضافه در صورت نیاز - ضربات پنالتی اگر نتیجه همچنان مساوی است - دوازده نیمکت‌نشین - حداکثر ۳ تعویض |

### آمار
| آمار          | لیورپول | فلامینگو |
| ------------- | ------- | -------- |
| گل            | ۱       | ۰        |
| شوت           | ۱۸      | ۱۴       |
| شوت در چارچوب | ۶       | ۲        |
| سیو           | ۲       | ۵        |
| مالکیت توپ    | ٪۴۸     | ٪۵۲      |
| ضربه کرنر     | ۵       | ۷        |
| خطا           | ۲۲      | ۱۶       |
| آفساید        | ۳       | ۶        |
| کارت زرد      | ۴       | ۲        |
| کارت قرمز     | ۰       | ۰        |

## بعد از مسابقه
با این پیروزی، لیورپول اولین قهرمانی خود در جام باشگاه‌های جهان را به دست آورد و به دومین باشگاه انگلیسی تبدیل شد که پس از منچستر یونایتد در سال ۲۰۰۸ قهرمان این رقابت‌ها می‌شود. روبرتو فیرمینو از لیورپول جایزه بهترین بازیکن مسابقه را دریافت کرد، در حالی که هم تیمی او، محمد صلاح توپ طلا را توسط گروه مطالعات فنی فیفا دریافت کرد که به طور مشترک با جایزه بهترین بازیکن مسابقات علی‌بابا کلود اعطا شد. برونو هنریکه از فلامنگو برنده جایزه توپ نقره ای مسابقات شد.